# Test antisatellite cinese del 2007
Il test antisatellite cinese del 2007 è stata la distruzione intenzionale di un satellite meteorologico cinese con un'arma cinetica mentre si trovava in orbita polare ad un'altezza di 865 km. L'evento ha destato molta preoccupazione nella comunità internazionale per la grande quantità di detriti spaziali prodotti e per le questioni relative alla militarizzazione dello spazio da parte della Cina.

## L'evento
L'11 gennaio 2007 un missile dotato di testata cinetica lanciato dal centro spaziale di Xichang ha colpito il satellite meteorologico Fengyun 1C ad una velocità di circa 8 km/s disintegrandolo. Il missile era un razzo multistadio basato sul missile balistico DF-21 ed è stato denominato SC-19. Era dotato di un'arma cinetica derivata dal missile HQ-19 e provvista di sistema di guida a infrarossi. Il satellite era stato lanciato nel 1999 e aveva una massa di 750 kg.
L'evento è stato riportato per la prima volta il 17 gennaio da una rivista aeronautica statunitense e confermato il giorno dopo da un portavoce del Consiglio per la sicurezza nazionale. Il 23 gennaio è arrivata la conferma ufficiale del governo cinese per mano del Ministero degli esteri.
Si è trattato del primo test noto di un missile antisatellite dopo che gli Stati Uniti avevano distrutto il satellite Solwind con un missile aviolanciato ASM-135 ASAT nel 1985.

## Conseguenze e reazioni
Subito dopo il fatto, numerosi paesi hanno espresso preoccupazione per le conseguenze che si avrebbero in caso di una militarizzazione dello spazio.

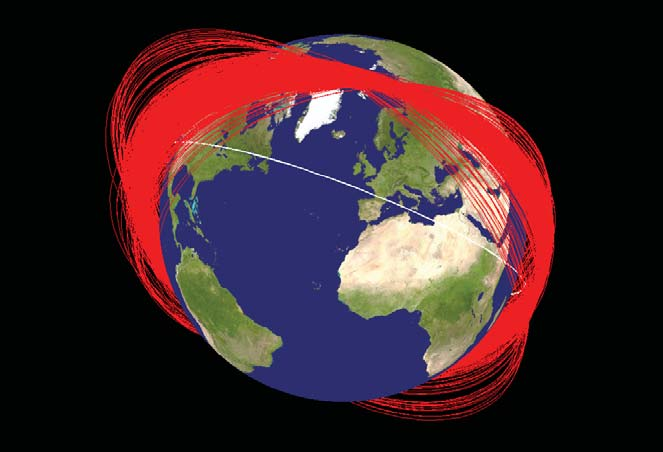
Rappresentazione delle orbite conosciute dei frammenti del satellite Fengyun 1C un mese dopo la sua disintegrazione. L'orbita bianca rappresenta la ISS.

Ulteriori preoccupazioni sono sorte a causa dei detriti spaziali prodotti dalla distruzione del satellite. Nei mesi successivi sono stati catalogati più di 2000 oggetti di dimensione comparabile a quella di una palla da golf o superiore, numero salito fino a 3438 nell'ottobre 2016 (dei quali 2867 ancora in orbita 9 anni dopo l'evento).
Il test è stato la seconda maggiore fonte di detriti spaziali nella storia dopo il progetto West Ford. Tali detriti possono rimanere in orbita per decenni e causare problemi alle attività spaziali (sindrome di Kessler). Negli anni successivi la NASA ha stimato che circa il 10% dei detriti più grandi di 10 cm sarà ancora in orbita nel 2035. Ad aprile 2019, 3000 dei 10.000 detriti monitorati in quanto potenzialmente pericolosi per la Stazione spaziale internazionale sono stati originati dal test cinese del 2007.

## Eventi simili successivi
Nel febbraio 2008 gli Stati Uniti hanno effettuato il loro primo test di un'arma antisatellite dal 1985, denominato operazione Burnt Frost. Un missile SM-3 pesantemente modificato lanciato da un incrociatore missilistico ha colpito e distrutto il satellite spia USA 193. Gli USA hanno dichiarato che l'operazione era necessaria per rimuovere un satellite malfunzionante che, con il suo serbatoio pieno di idrazina, costituiva un pericolo in caso di caduta sulla Terra. L'ultimo dei detriti prodotti dal test è rientrato nell'atmosfera il 28 ottobre 2009.

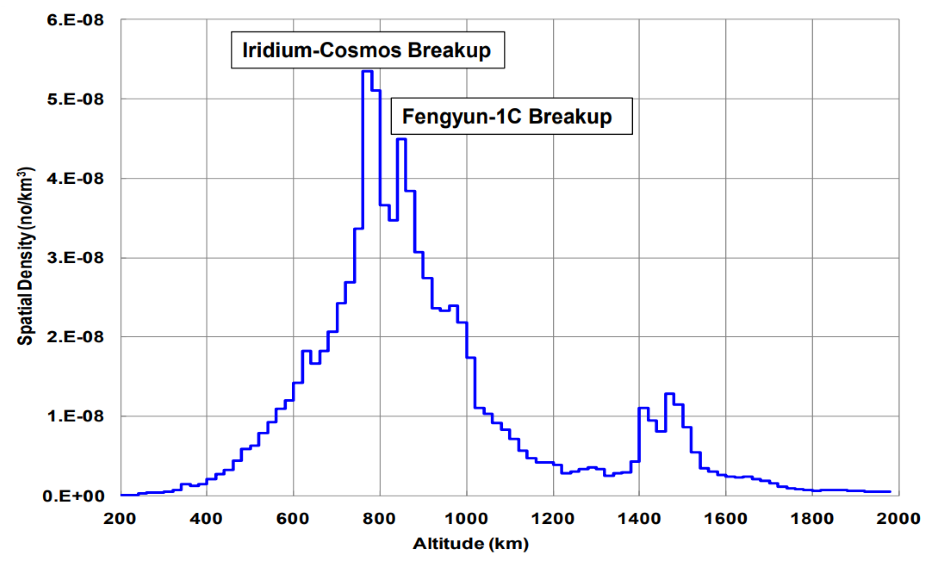
La densità di detriti orbitali in base all'altitudine nel 2011. Si possono notare due picchi principali: uno dovuto alla collisione del 2009 e uno causato dal test missilistico cinese del 2007.

Nel 2009 una collisione involontaria tra due satelliti ha creato un'altra grossa nuvola di detriti ponendo ulteriormente a rischio le attività spaziali.
Il 27 marzo 2019 l'India ha effettuato il suo primo test di un'arma antisatellite (missione Shakti), quando un missile dell'agenzia militare DRDO ha distrutto un satellite a 300 km di altezza. Il test ha prodotto una quantità limitata di detriti, molti dei quali sono rientrati rapidamente a causa della bassa altitudine dell'orbita.
Il 15 novembre 2021 il satellite militare sovietico Cosmos 1408 è stato distrutto con un sistema missilistico ABM A-235 da parte della Russia, creando una nuvola di detriti che ha messo in pericolo la Stazione Spaziale Internazionale.